# 鳥の子色
鳥の子色（とりのこいろ）とは鶏の卵殻の色のこと。鎌倉時代から現れた日本の伝統色。
ごく淡い黄褐色、あるいは黄色がかった白。
後に鳥の子紙の色と誤解され、時代が下るとともに白っぽくなっていった。
重の色目では、老人の衣装に使うとされ、表が瑩色（みがきいろ/光沢のある白）で裏が蘇芳色。